# Mauna scelestaria
Mauna scelestaria là một loài bướm đêm trong họ Geometridae.